# Kasteel Ter Burcht

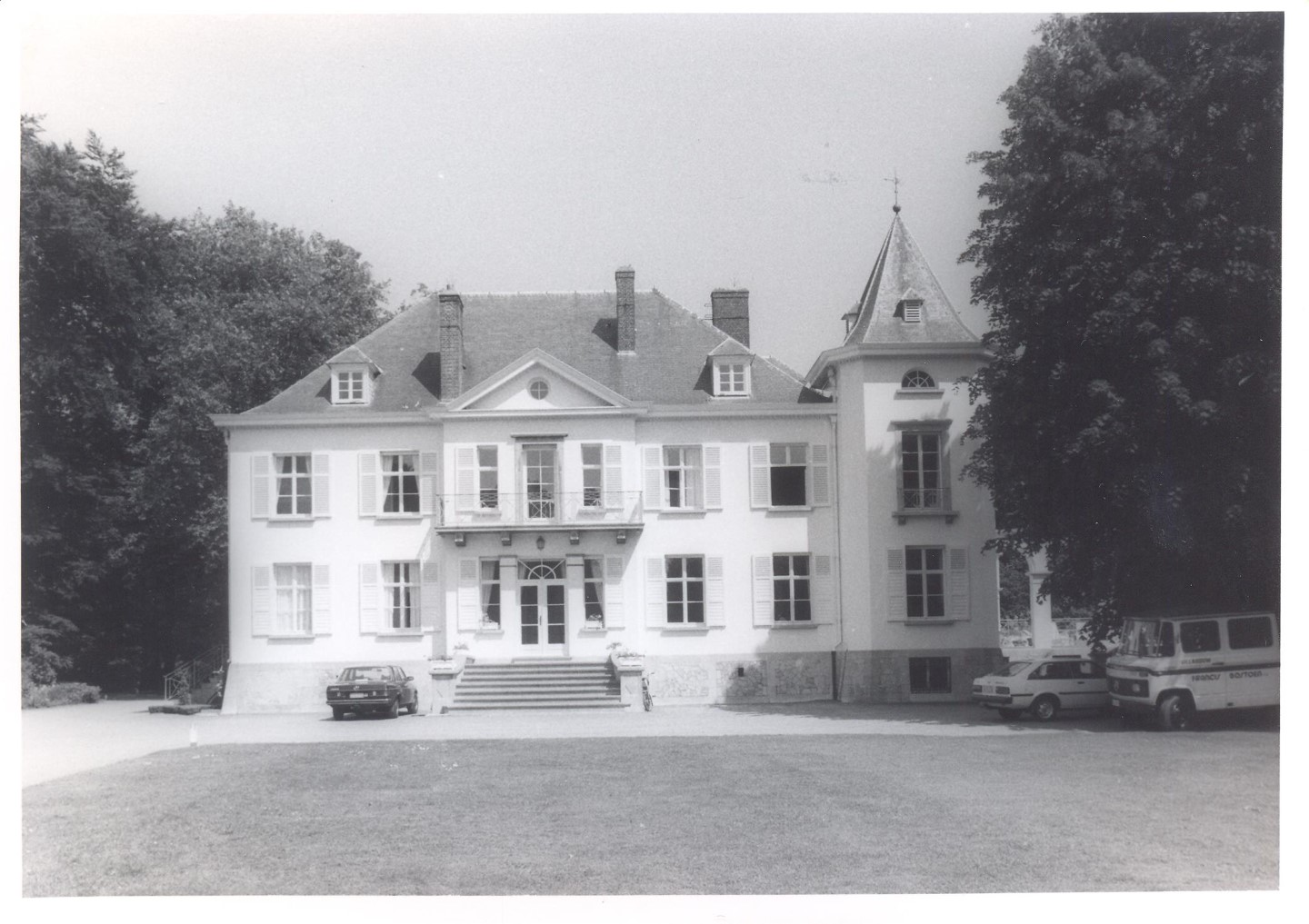
Kasteel Ter Burcht

Het Kasteel Ter Burcht (ook: Kasteel Cardon de Lichtbuer) is een kasteel in de Oost-Vlaamse plaats Destelbergen, gelegen aan Dendermondesteenweg 306.

## Geschiedenis
De oudste afbeelding is op de Ferrariskaarten uit de 2e helft van de 18e eeuw. Het betrof een rechthoekig omgracht bouwwerk. Dit werd herhaaldelijk herbouwd op dezelfde fundamenten. Midden 19e eeuw werd het park gewijzigd in Engelse landschapsstijl, waarbij de huidige vijverpartij werd gevormd. In 1890 werd het kasteel herbouwd in Franse neorenaissancestijl naar ontwerp van Louis Minard. Omstreeks 1960 vonden er opnieuw belangrijke wijzigingen plaats, naar ontwerp van Robert Bernard de Tracy.

## Gebouw
Het betreft een witgeschilderde villa met neoclassicistische en neo-empirestijl elementen. Opzij bevindt zich een vierkant torentje en een pergola.